# 乌尔森索伦
乌尔森索伦是德国巴伐利亚州的一个市镇。总面积72.90平方公里，总人口3717人，其中男性1893人，女性1824人（2011年12月31日），人口密度51人/平方公里。